# Uddannelsescenter Holstebro
Uddannelsescenter Holstebro (tidligere Holstebro teknisk skole) er en uddannelsesinstitution beliggende på Døesvej i Holstebro. På denne skole er det muligt at tage en række uddannelser, herunder tømrer, maler eller speditør. Derudover kan man tage højere teknisk eksamen(HTX).